# Afinată
L'afinată est une liqueur naturelle roumaine obtenue par la macération de myrtilles. La liqueur est obtenue par macération de fruits mûrs, soigneusement sélectionnés, accompagnés de morceaux de fruits entiers dans chaque bouteille.
L'afinată est aussi une boisson aux vertus curatives pour les troubles de l'estomac ou l'intestin. Il est prouvé que boire du jus de canneberges a un effet bénéfique. La myrtille est utilisée depuis des siècles pour ses effets thérapeutiques sur la santé avec une forte concentration d'anti-oxydants.